# Paraurti ferroviario

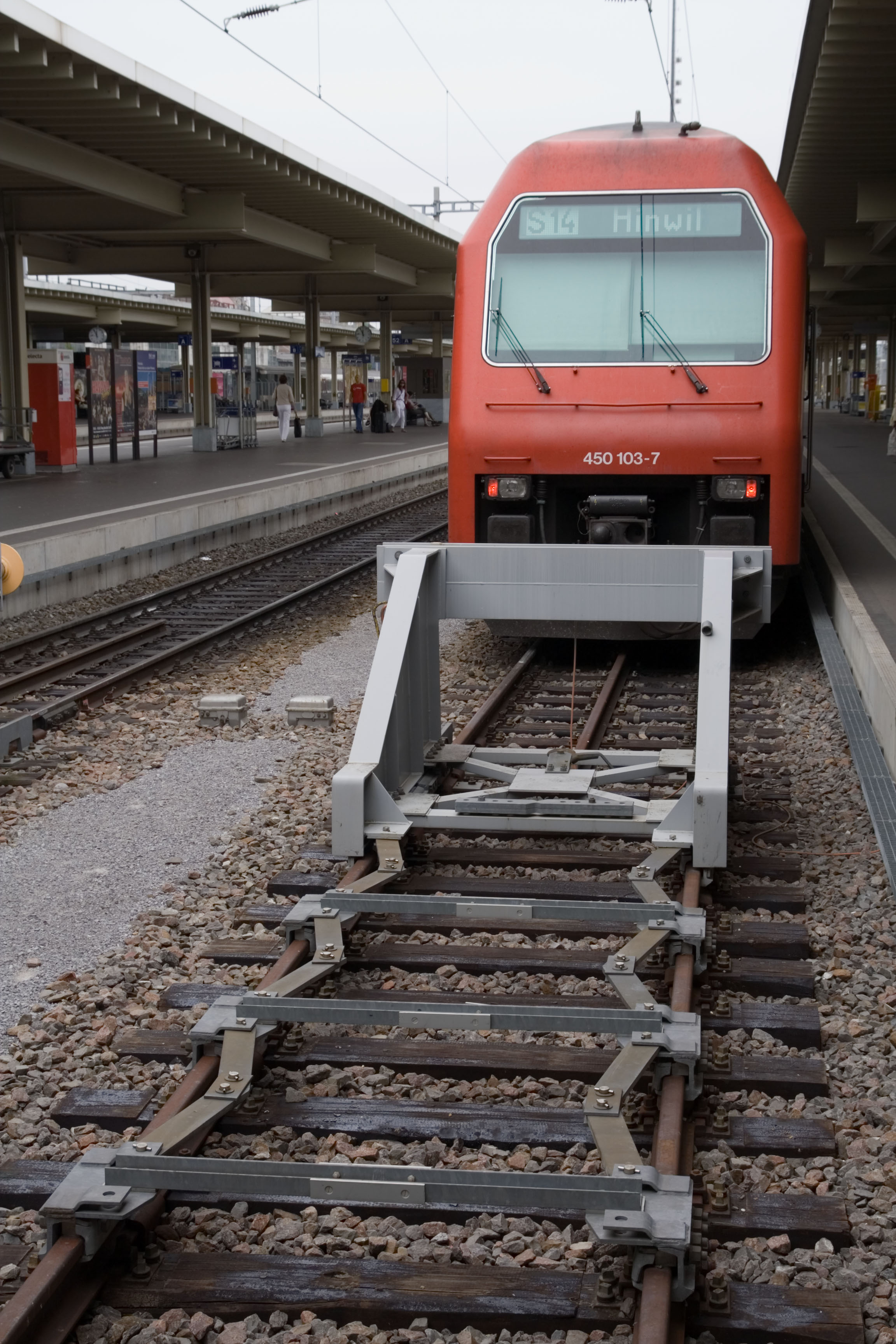
Paraurti al binario 54 della stazione di Zurigo Centrale. La fermata respingente è progettata per spostarsi fino a 7 m per rallentare un treno passeggeri da 850 t da 15 km/h senza danneggiare il treno o ferire i passeggeri.

Un paraurti ferroviario è un dispositivo che impedisce ai veicoli ferroviari di proseguire la marcia oltre la fine del binario.

## Tipologie

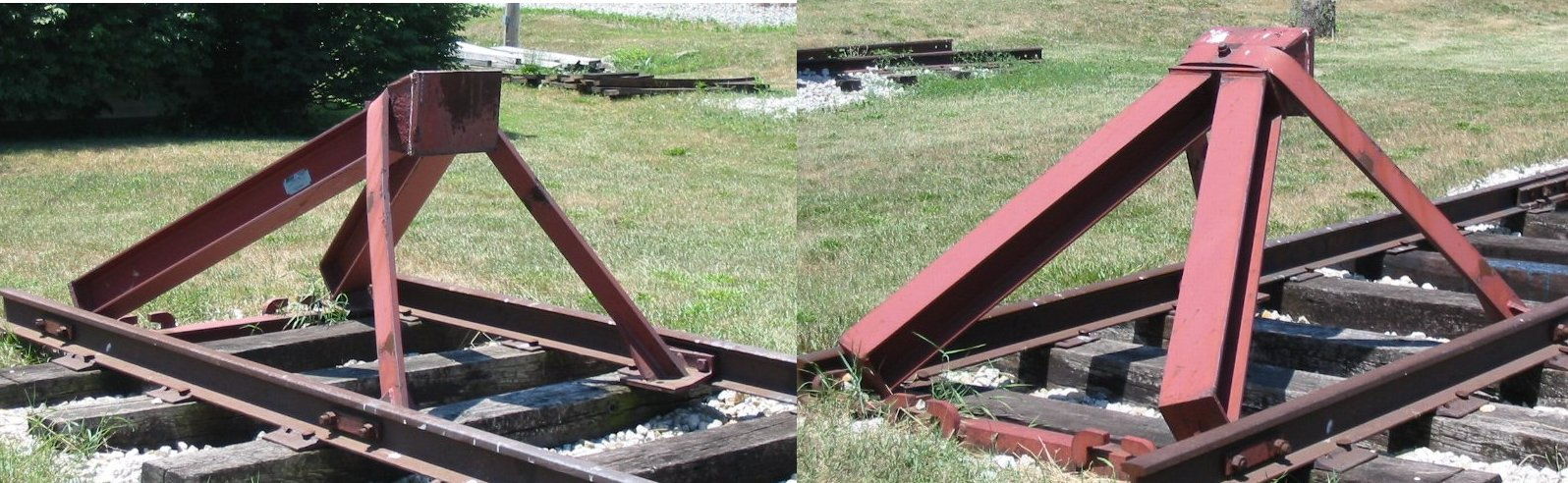
Paraurti metallico ad attrito

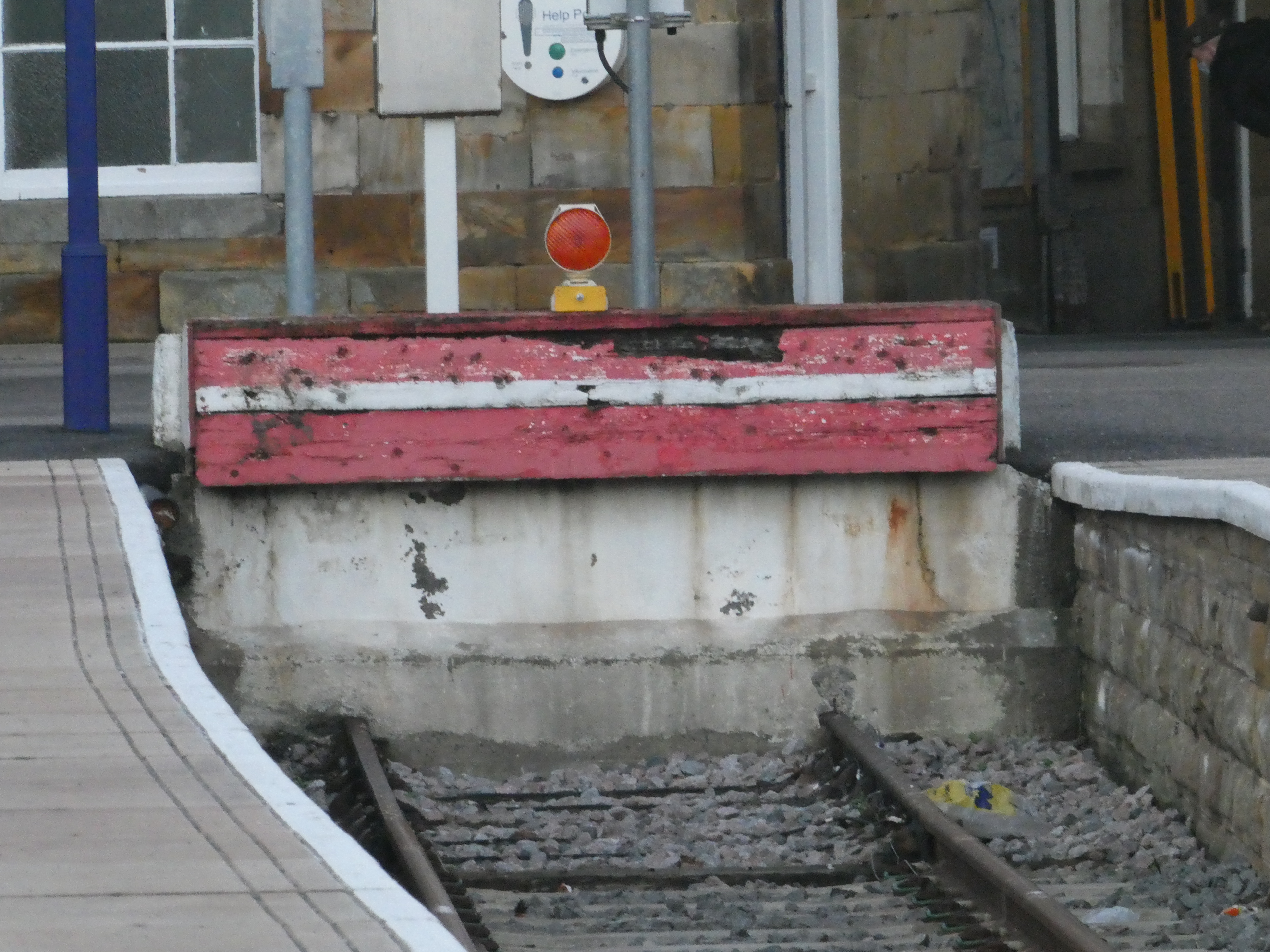
Paraurti in cemento armato

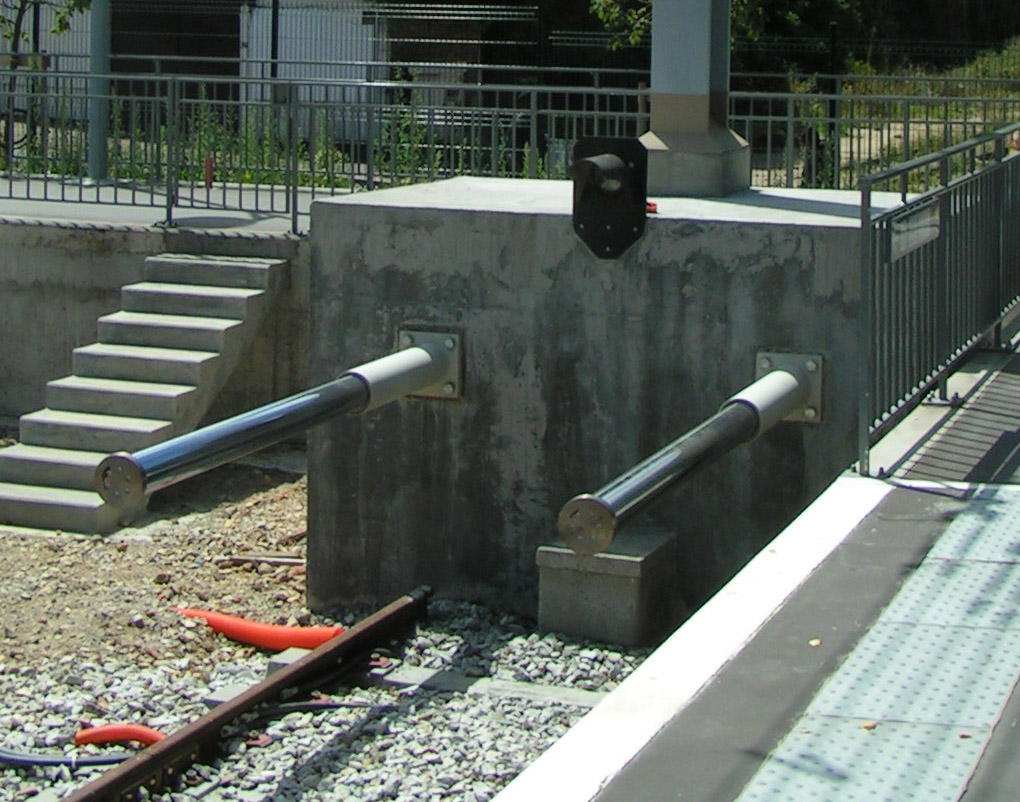
paraurti in cemento armato con smorzatori idraulici

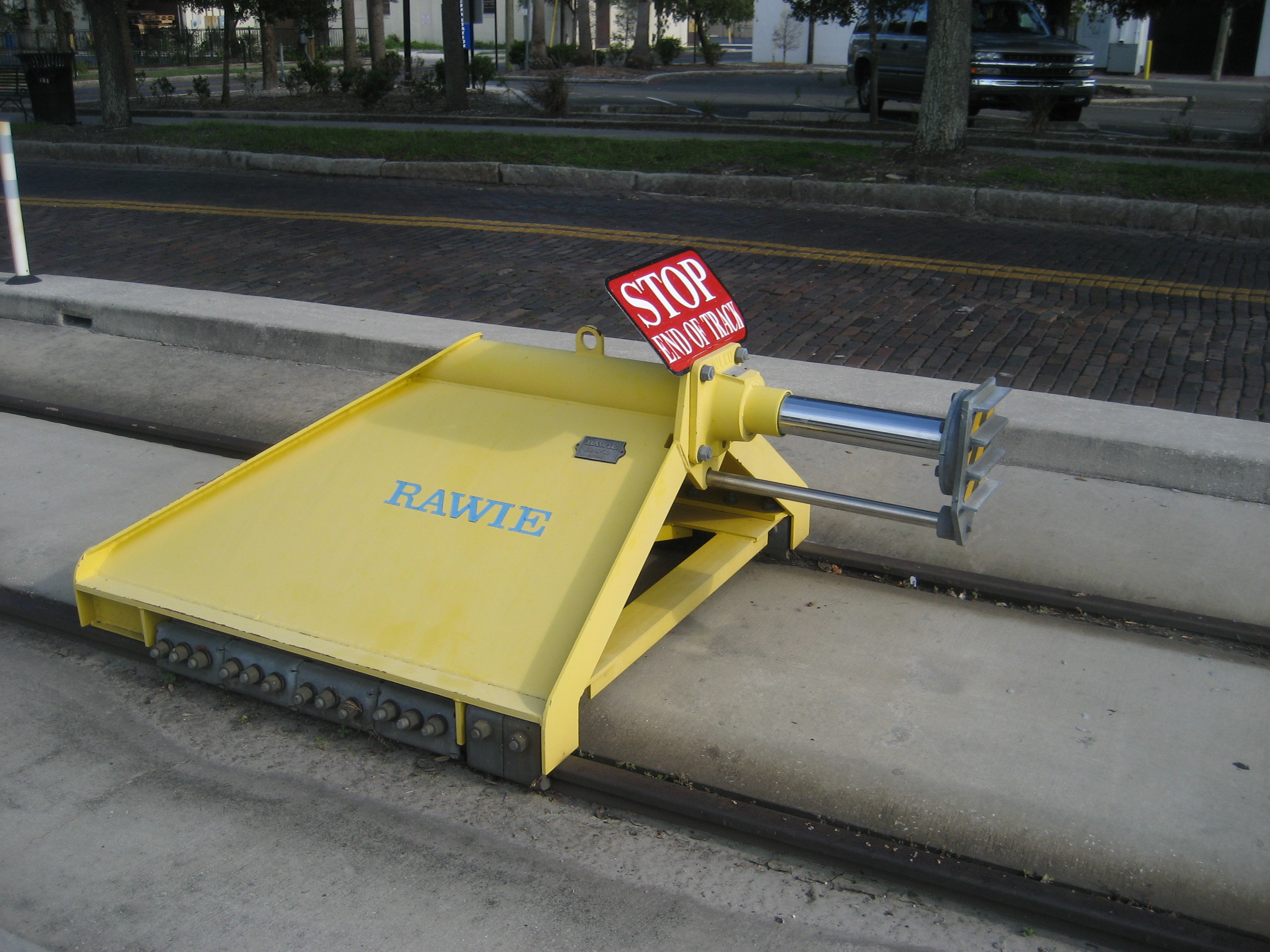

Si possono classificare in funzione del materiale costruttivo (acciaio o cemento armato) e in funzione del principio di funzionamento, ovvero per dissipazione o ad assorbimento di energia, o per gravità o misti.
Durante la marcia, anche a basse velocità, a causa della massa, un treno ha una grande quantità di energia cinetica, ovvero l'energia di un corpo in movimento, che dipende dalla sua massa e dalla sua velocità.
Per fermare il treno è necessario dissipare questa energia. Coi paraurti per attrito, questi vengono collegati tramite bulloni alle rotaie del binario e, a seguito dell'urto di un treno in movimento, incominciano a scorrere e a deformarsi e l'energia viene quindi dissipata deformando il paraurti stesso e trasformando tramite l'attrito l'energia cinetica in calore mentre il paraurti scorre lungo il binario.
Nei paraurti per gravità, è il peso del paraurti stesso a fermare il treno; in questa tipologia, il paraurti è un blocco di cemento armato con una parte visibile, fuori terra, che entra in contatto col treno in corsa, e un'altra parte, interrata, che funge da fondazione e che contribuisce con la sua massa a rendere stabile il paraurti. In questi casi il treno che tampona il paraurti rimane inevitabilmente danneggiato. Per ridurre gli effetti dell'urto contro il treno, si possono posizionare degli smorzatori idraulici che, durante l'urto dissipano parte dell'energia del treno in movimento e quindi la quota parte di energia che si scarica sul blocco di cemento armato risulta minore rispetto al caso senza smorzatori.
I paraurti a gravità garantiscono la protezione dell'area a valle del paraurti stesso, impedendo al treno di proseguire nella sua corsa, anche a spese del treno stesso; quelli ad attrito, utilizzati negli scali merci dove si hanno basse velocità di movimentazione dei carri ferroviari, servono ad evitare lo svio, ovvero che i treni in manovra proseguano oltre alla fine del binario.